# 张福有
张福有（1950年3月—），号养根斋主，男，吉林集安人，中华人民共和国政治人物，曾任中共吉林省委副秘书长，吉林省文联、吉林省作协副主席，中华诗词学会副会长。